# Soetan Takdir Alisjahbana

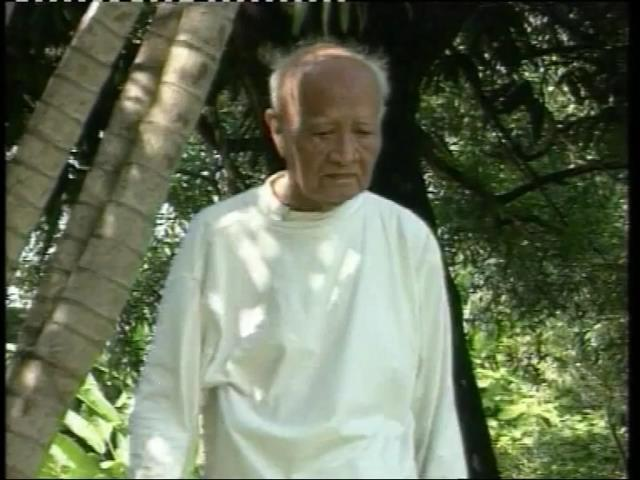
Soetan Takdir Alisjahbana

Soetan Takdir Alisjahbana (Natal, 11 februari 1908 - Jakarta, 17 juli 1994) was een Indonesisch taalkundige en schrijver. Voor de Tweede Wereldoorlog was hij de leidende persoon van de generatie rond Pudjangga Baru. Na de Tweede Wereldoorlog had hij een belangrijk aandeel in de ontwikkeling van Bahasa Indonesia, de Indonesische taal. Hij was tevens vooraanstaand cultuur-filosofisch auteur.
- Bibliothèque nationale de France: cb12195976d (data)
- Gemeinsame Normdatei: 136298583
- International Standard Name Identifier: 0000 0001 2095 4248
- Library of Congress Control Number: n50038719
- Nationale Bibliotheek van Tsjechië: ola2002113836
- Nationale Bibliotheek van Israël: 987007596863905171
- Nederlandse Thesaurus van Auteursnamen: 068290292
- Système universitaire de documentation: 116712368
- Trove: 843351
- Virtual International Authority File: 57104
- WorldCat: E39PBJwxKy6fvhmFFvGPr6FHYP